# Böbingen an der Rems
Böbingen an der Rems är en kommun och ort i Ostalbkreis i regionen Ostwürttemberg i Regierungsbezirk Stuttgart i förbundslandet Baden-Württemberg i Tyskland.
Kommunen ingår i kommunalförbundet Rosenstein tillsammans med staden Heubach och kommunerna Bartholomä, Heuchlingen och Mögglingen.